# 2005年日本国際博覧会協会
財団法人2005年日本国際博覧会協会（2005ねんにっぽんこくさいはくらんかいきょうかい、Japan Association for the 2005 World Exposition）は、2005年日本国際博覧会「愛・地球博」（愛知万博）を主催した財団法人。

## 概要
- 設立：1997年10月23日
- 名誉総裁：皇太子徳仁親王
- 会長：豊田章一郎（トヨタ自動車名誉会長）
- 副会長
  - 青山作市（長久手町議会議長）[1]
  - 秋山喜久（関西経済連合会会長）
  - 奥田碩（日本経済団体連合会会長）
  - 加藤梅雄（長久手町長）
  - 川上万一郎（愛知県議会議長）
  - 神田真秋（愛知県知事）
  - 北城恪太郎（経済同友会代表幹事）
  - 小林陽太郎（経済同友会終身幹事）
  - 坂本春生（前2005年日本国際博覧会協会事務総長）
  - 佐橋典一（名古屋市会議長）
  - 鈴木公平（豊田市長）
  - 豊田芳年（中部経済連合会会長）
  - 馬嶋雅哉（瀬戸市議会議長、愛知県市議会議長会会長）
  - 増岡錦也（瀬戸市長）
  - 松原武久（名古屋市長）
  - 箕浦宗吉（愛知県商工会議所連合会会長、名古屋商工会議所会頭、愛知県観光協会会長）
  - 山口信夫（日本商工会議所会頭）
  - 湯浅利衛（豊田市議会議長）
- 事務総長（常任清算人）：中村利雄
- 組織解散（清算法人に組織変更）：2006年12月31日
- 法人解散（清算完了）、継承法人（財団法人 地球産業文化研究所(GISPRI)）への移管：2007年3月31日
  - 「財団法人 地球産業文化研究所(GISPRI)」は、博覧会協会の法人解散に伴い、同協会の事業、業務並びに権利及び義務（資料の管理、残余資産の管理や配分などの業務、全国的な理念継承事業、モリゾー・キッコロなどキャラクターやロゴの著作権）を引き継いだ。
（「地球産業文化研究所」は、万博の担当官庁の経済産業省の外郭団体として、愛知万博の誘致の際のデータ収集や準備などを受託した法人。万博開催前から博覧会協会の豊田章一郎会長は同研究所の理事を務めており、さらに、2006年6月からは中村事務総長が理事に就任している。 木村尚三郎総合プロデューサーは、地球産業文化委員長を務めていた）